# Phoronopsis albomaculata
Phoronopsis albomaculata är en djurart som beskrevs av John Dow Fisher Gilchrist 1907. Phoronopsis albomaculata ingår i släktet Phoronopsis, fylumet hästskomaskar och riket djur. Inga underarter finns listade i Catalogue of Life.